# 121 Centre
121 Centre – skłot i centrum społeczne w Brixton, w południowym Londynie, istniejące od 1981 do 1999. Jako anarchistyczny ośrodek społeczny, miejsce to zawierało księgarnię, kawiarnię, infoshop, bibliotekę, przestrzeń biurową, drukarnię i przestrzeń do prób muzycznych oraz spotkań. Wśród organizacji korzystających z miejsca oferowanego przez skłot znalazły się Food Not Bombs, Anarchistyczny Czarny Krzyż, oddziały pomocy dla więźniów, magazyn anarchofeministyczny, organizacja pomocy dla skłotersów oraz grupa anarchoqueerowa. W 121 Centre odbywały się m.in. koncerty punkowe, kobiece wieczory kawiarniane oraz comiesięczna noc queerowa. Ośrodek był kameralny i był jednym z najdłużej działających skłotów w Londynie.

## Początki
Budynek przy 121 Railton Road został po raz pierwszy zasiedlone przez Olive Morris w 1973. Założono tam księgarnię Sabarr Books, zanim przeniosła się gdzie indziej. Ośrodek stał się wówczas anarchistycznym centrum społecznym.

## Aktywności
Podczas zamieszek w Brixton w 1981 centrum pozostało nietknięte. W 1983 ośrodek gościł osoby przybywające do Londynu na demonstrację Stop the City. Kate Sharpley Library (KSL) zostało założone na 121 Railton Road w 1979, między innymi przez Alberta Meltzera. Od 1993 w tym miejscu odbywały się imprezy związane z muzyką industrialna, speedcorem i gabberem, takie jak industrialne noce Sate. Centrum społeczne było szczególnym ośrodkiem dla tych podgatunków muzyki. Klub Dead by Dawn gościł najostrzejszą i najszybszą muzykę Londynu w latach 1994–1996. Uczestników łączyły zainteresowania estetyczne, w tym ziny, wykłady Sadie Plant oraz literatura intelektualna sytuacjonistów, Deleuze'a i Guattariego oraz Williama Burroughsa. W odróżnieniu od innych inicjatyw klubowych czy imprezowych, Dead by Dawn zostało pomyślane jako unikalne połączenie dyskusji, filmów, wystaw i straganów, zapewniając ponadto dostęp do internetu.
Centrum zostało podpalone podczas nasilenia prawicowej przemocy w 1993.

## Eksmisja
Rada London Borough of Lambeth uzyskała sądowy nakaz przejęcia budynku na początku 1999. W odpowiedzi skłotersi podjęli szereg działań wyrażających sprzeciw: zmienianie billboardów, rozlepianie ulotek protestacyjnych, rozprowadzanie broszury South London Stress oraz okupacja ratusza w Lambeth w ramach protestu przeciwko nowemu prawu zabraniającemu picia alkoholu w miejscach publicznych. The Evening Standard opisał ich kampanię jako „wysoce efektywną”. Gdy zbliżał się termin eksmisji, mieszkańcy zabarykadowali się w środku i w kwietniu zorganizowali całodzienną imprezę uliczną. Uzbrojone oddziały policji usunęły później pozostałych lokatorów. Głównym impulsem do przejęcia budynku były rosnące wartości nieruchomości.